# James Fannin
Pour les articles homonymes, voir Fannin.
James Walker Fannin, Jr. (né le 1er janvier 1804[source insuffisante] - mort le 27 mars 1836) est un militaire américain et l'un des leaders de la révolution texane de 1835-1836.
Après avoir été surpassé en nombre et s'être rendu aux autorités mexicaines lors de la Bataille de Coleto Creek, le colonel Fannin et à peu près tous ses 344 hommes sont exécutés à Goliad, sous l'ordre d'Antonio López de Santa Anna.

## Jeunesse
Le 1er juillet 1819, Fannin joint les rangs de la United States Military Academy à West Point sous le nom de James F. Walker. Il démissionne à la suite de mauvais résultats et comportements.
En 1821, il déménage à Columbus (Géorgie) et devient marchand. Le 17 juillet 1829, il se marie avec Minerva Fort. Le couple a deux filles.
En 1834, Fannin s'installe à Velasco (Texas) (en), dans l'État mexicain du Coahuila y Tejas (devenu le Texas), où il possède une plantation. À partir de 1835, il fait partie de la résistance anglo-américaine contre le gouvernement mexicain du Texas. Il écrit des lettres et sollicite du financement et des volontaires pour la cause texane.